# 类格
类格是一种格，表达一个实体与另一个相似。

## 瓦基曼语
瓦基曼语是一种澳大利亚原住民语言，有类格后缀-yiga，与“像...”功能上一样：
gahan mamin dup-pa ga-yu jilimakkun-yiga
那 白 男人 坐-asp 3sg-有 女人-sembl
那个男白人坐得像个女人

## 英语
英语有几个相似性派生后缀，如-like和-esque。
Texas Man Catches Fish With Human-Like Teeth“得克萨斯人捉到一条长着人牙的鱼”
然而如同许多其他语言一样，英语中的相似性是加缀而不是屈折格。